# دانستبل (ماساچوست)
دانستبل، ماساچوست
دانستبل (به انگلیسی: Dunstable) شهرکی در شهرستان میدلسکس ایالت ماساچوست می‌باشد که در سال ۱۶۷۳ بنیان‌گذاری شده‌است. این شهرک در سرشماری سال ۲۰۱۰ میلادی، ۳٬۱۷۹ نفر جمعیت داشته‌است.